# Vulstano (morto em 956)
Vulstano ou Wulfstan (em inglês: Wulfstan; em latim: Vulstanus; m. dezembro de 956) foi um arcebispo de Iorque entre 931 e 952. Também é conhecido como Vulstano I para distingui-lo de Vulstano II.

## Vida

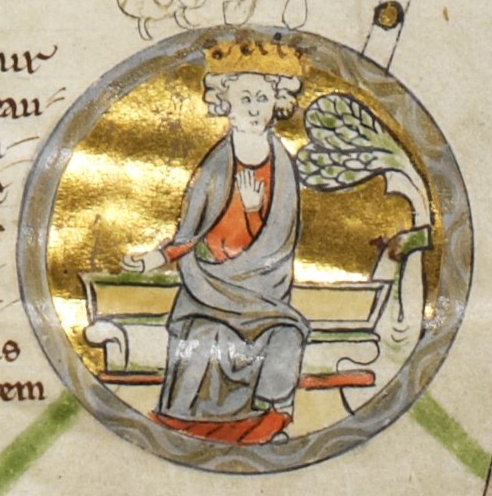
Iluminura de

Vulstano foi consagrado em 931. Foi presumivelmente nomeado com o consentimento do rei Etelstano e foi atestado em todos os documentos reais entre 931 e 935. Entre 936-41, porém, esteve ausente da corte real, por razões desconhecidas. Sua carreira foi caracterizada pela frequente troca de alianças, tanto entre os víquingues líderes de Dublim e os reis da Saxônia Ocidental. Talvez Vulstano desempenhou o papel de fazedor de reis na política da Nortúmbria em meados do século X, ou talvez foi guiado por auto-preservação e os interesses da Igreja na Nortúmbria.
Em 939, Olavo II invadiu a Nortúmbria e ocupou Iorque. Edmundo I marchou ao norte para removê-lo, mas em 940 Vulstano e o arcebispo Vulfelmo da Cantuária organizaram uma trégua que cedeu a área entre Watling Street e a fronteira da Nortúmbria para Olavo. Olavo morreu no final de 940 e seu governou em Iorque foi herdado por seu primo Olavo III que tornou-se rei de Iorque. Em 944, Olavo e seu cogovernante Reginaldo II foram removidos; o cronista Etelvardo escreveu que foi o "bispo Vulstano e o conde dos mércios" que foram responsáveis por sua expulsão. Em 947, Vulstano convidou o rei das Órcades Érico Machado Sangrento para tornar-se rei de Iorque. Edredo de Inglaterra brutalmente invadiu a Nortúmbria em 948, forçando Érico a deixar o país. Olavo III então retomou seu trono. Cerca de 951, Vulstano parece ter apoiado a reivindicação de Érico ao Reino de Iorque perante Olavo, pois deixou de testemunhar documentos na corte inglesa. Em 952, Olavo foi removido pelos nortúmbrios em favor de Érico.
Edredo então reinvadiu e aprisionou Vulstano. a versão D da Crônica Anglo-Saxônica diz que "porque acusações foram comumente feitas pelo rei contra ele", Edredo prendeu Vulstano e levou-o para Iudanbirigo (uma localidade desconhecida). Por ter testemunhado alguns documentos em 953, sua prisão não ocorreu até essa data. Embora fosse restaurado ao ofício episcopal, teve de exercer sua autoridade a partir da distante Dorcéstria, 370 quilômetros de Iorque. Não parece ter frequentado a corte por boa parte de 956 e possivelmente já estava com a saúde debilitada. Segundo Lesley Abrams: "após apoiar o traiçoeiro Vulstano I, Oscitel, um parente de Oda, tornou-se arcebispo de Iorque em 956." Ele morreu em Oundle, no Condado de Nortamptônia, em 16 ou 26 de dezembro de 956. Ele foi sepultado em Oundle.